# Sewasti Ksantu
Sewasti Ksantu, właśc. Sewasti Krustala-Ksantu (gr. Σεβαστή Κρουστάλα-Ξάνθου; ur. 1798, zm. ?) – grecka pionierka i jedna ze współzałożycieli tajnego stowarzyszenie Filiki Eteria (gr. Φιλική Εταιρεία, dosłownie „Stowarzyszenie Przyjaciół”) działającego na rzecz wyzwolenia Greków spod panowania tureckiego.

## Życiorys
Sewasti Ksantu mieszkała w dzielnicy Arnavutköyw w Konstantynopolu wraz ze swoją matką Mariorą i jej dwiema siostrami, Euphrosyne i Eleni. W wieku 17 lat (w 1815 roku) i zaledwie rok po założeniu Filiki Eteria, Sevasti poślubiła jednego z założycieli stowarzyszenia, Emanuila Ksantosa. Razem mieli troje dzieci: Mikołaja, Peryklesa i Aspazję. Kiedy w 1821 roku wybuchła wojna o niepodległość Grecji, jej rodzina wraz z matką i siostrami przeniosła się z Konstantynopola do Izmaiła ze względów bezpieczeństwa. W 1822 roku Ksantu poczuła, że znajdują się we wrogim środowisku, i postanowiła opuścić Izmaił, po czym wraz z rodziną przeniosła się do Kiszyniowa.